# Alex Müller
Alexander „Alex” Müller (ur. 20 stycznia 1979 roku w Emmerich am Rhein) – niemiecki kierowca wyścigowy.

## Kariera
Müller rozpoczął karierę w wyścigach samochodowych w 1996 roku od startów w Europejskim Pucharze Formuły Renault oraz Niemieckiej Formule Renault. Jedynie w edycji niemieckiej był klasyfikowany - zdobył tam tytuł mistrzowski. W późniejszych latach pojawiał się także w stawce Masters of Formula 3, Grand Prix Makau, Niemieckiej Formuły 3, Formuły 3000, Europejskiego Pucharu Formuły 3, Francuskiej Formuły 3, Europejskiej Formuły 3000, Le Mans Endurance Series, FIA GT Championship, Włoskiej Formuły 3, Le Mans Series, 24h Le Mans, FIA GT1 World Championship, ADAC GT Masters oraz Blancpain Endurance Series.
W Formule 3000 Niemiec startował w latach 1998-1999, 2002. Jedynie w pierwszym sezonie startów punktował. Uzbierane dwa punkty dały mu dwudzieste miejsce w końcowej klasyfikacji kierowców.